# Saint-Elme (bande dessinée)
Pour les articles homonymes, voir Saint-Elme.
Saint-Elme est une série française de bande dessinée policière scénarisée par Serge Lehman et dessinée par Frederik Peeters, publiée par Delcourt dans la collection Machination en un total de cinq volumes sortis entre 2021 et 2024.

## Genèse et production
Le scénariste Serge Lehman et le dessinateur Frederik Peeters collaborent pour la première fois sur L'Homme gribouillé (2018), roman graphique fantastique en un volume. Lehman élabore l'histoire de Saint-Elme pendant que Peeters publie Saccage et Oleg.
À l'origine, Lehman était parti sur l'idée de refaire un roman graphique en noir et blanc à l'image de L'Homme gribouillé, mais Peeters lui envoie rapidement des croquis comprenant un système de couleur spécifique lorsque le scénariste lui propose l'idée de la série : « je ne connais pas de dessinateur capable de restituer, comme Fred, les émotions des personnages, à travers un regard, un pli de la bouche, une attitude. Là, en plus, ses couleurs sont inouïes. Elles donnent à l'histoire un cachet fantastique ». À chaque nouvelle série, Peeters cherche à se démarquer de la précédente et de la création actuelle, ; il a notamment utilisé une dominante de violet pour Saint-Elme : 

« À la base, j'ai été frappé par la série Euphoria, qui était l'apogée d'une tendance esthétique, que l'on voit désormais partout, que ce soit dans la pub ou dans les clips, et qui est probablement liée à des raisons techniques (caméras numérique, plaques LED, etc). Par exemple, ces espèces de visages à moitié cuivrés et à moitié fuchsia, avec une zone sombre au milieu. Ça vient des années 80 ou même d'Argento dans les années 70. J'avais envie de prendre ça en compte. Dans Photoshop, puisque mes couleurs sont mises en aplats numériques, il y a un cadran qui indique un pourcentage de couleurs. Pendant longtemps, j'étais sur la gauche du cadran, c'est-à-dire dans des tons assez ternes, discrets, pastels, terreux. J'en ai eu marre de la partie gauche et je suis passé à droite. »

Si Lehman s'occupe du scénario à travers « le plan, la résolution des arcs, le fait de trouver des idées pour faire avancer l'intrigue », il livre en moyenne deux à cinq pages à Peeters qui se charge du découpage de la série « simplement parce que le rythme impose des choix ». Bien que se méfiant des analogies entre les domaines du cinéma et de la bande dessinée, le dessinateur se compare à « un réalisateur puissant à qui on livre des scénarios que je peux totalement modeler et réinterpréter ». Peeters travaille en général huit heures par jour sur du papier ordinaire 120g pour photocopieuses.
Les droits d'adaptation de Saint-Elme ont été achetés dans l'optique de produire une série télévisée.

## Thématiques et influences
À travers le village fictif de Saint-Elme, situé dans les Alpes, les deux auteurs souhaitent notamment aborder, comme dans L'Homme gribouillé, le « problème de la pop culture européenne inexistante », : « Les diners américains et les forêts magiques japonaises, pourquoi est ce que ça n'existe pas chez nous ? Cette profondeur mythique semble s'être arrêtée en 1914. C'est le sol que nous avons choisi pour bâtir cette histoire ».
Les deux auteurs souhaitent créer un récit à la « Twin Peaks écrit par Jean-Patrick Manchette », « un mélange de mystère, de roman noir à la française, âpre, très violent, tout à fait matérialiste, avec le côté mystique et cosmique de Twin Peaks »,. Pour Peeters, « le terrain commun entre nous, c'est le mystère. Le vertige du mystère chez l'esprit cartésien qui est le mien se rapproche du goût du fantastique chez le poète noir qu'est Serge Lehman »,. Ils partent donc avec l'idée de mettre en scène des personnages mauvais, qu'ils mélangent avec « une volonté, apparue progressivement, de montrer des gens enracinés, c'est-à-dire ayant quelque chose à défendre, face à d'autres qui agissent comme des touristes (certes criminels) et qui ne sont là que pour consommer le monde », ce que Lehman synthétise à Peeters comme « Les Sept Samouraïs mais à Thonon-les-Bains », tout en intégrant « l'air du temps et l'ambiguïté morale », notamment à travers le personnage du derviche,.
Les auteurs tempèrent le côté fantastique du récit : « Finalement, Saint-Elme n'est pas vraiment une histoire fantastique mais plutôt hallucinatoire et liée à la prise de drogue généralisée des personnages ». Ils lui préfèrent un aspect « mythologique », notamment à travers le personnage de Saint-Elme, contraste entre l'eau, omniprésente en montagne, et le feu : « L'histoire est aussi organisée autour de la ressource eau. À un moment, le nom Saint-Elme me passe par la tête, je fais quelques recherches et je m'aperçois qu'il est le saint patron des marins et qu'en même temps le feu de Saint-Elme introduit une forme d'incandescence. »

## Albums
- 1. La Vache brûlée, Delcourt,  (ISBN 9782413030171), 13 octobre 2021
Scénario : Serge Lehman - Dessin et couleurs : Frederik Peeters
- 2. L'avenir de la famille, Delcourt,  (ISBN 9782413043096), 12 janvier 2022
Scénario : Serge Lehman - Dessin et couleurs : Frederik Peeters
- 3. Le Porteur de mauvaises nouvelles, Delcourt,  (ISBN 9782413044499), 12 octobre 2022
Scénario : Serge Lehman - Dessin et couleurs : Frederik Peeters
- 4. L'Œil dans le dos, Delcourt,  (ISBN 9782413077954), 13 septembre 2023
Scénario : Serge Lehman - Dessin et couleurs : Frederik Peeters
- 5. Les Thermopyles, Delcourt,  (ISBN 9782413080350), 24 janvier 2024
Scénario : Serge Lehman - Dessin et couleurs : Frederik Peeters

## Distinctions
Le tome 1 de la série, La Vache brûlée, est nommé en sélection officielle du festival d'Angoulême 2022 et le tome 4, L'Œil dans le dos, en sélection officielle du festival d'Angoulême 2024.